# Ілляс-Кая (монастир)
Ілляс-Кая (крим. İlyas Qaya) — руїни укріпленого монастиря X—XIII століття (судячи з топоніму — св. Іллі), розташовані на скелі на вершині однойменної гори на Південному березі Криму, неприступної з півночі, півдня і заходу. Підйом можливий тільки крутим східним схилом.

## Опис
Монастир був огороджений фортечною стіною довжиною понад 50 м (нині практично повністю зруйнованою) з бутового каменю на вапняному розчині, площа монастиря 1,9 гектара. Усередині зміцнення у 1966 році Оленою Паршиною та Олегом Домбровським розкопали храм розмірами 4,7 × 9,35 м (внутрішні розміри 3,5 на 7,3 м), орієнтований апсидою на північний схід. Церкву також зведено з бутового каменю на піщано-вапняному розчині (фундамент виступав за периметр стін, їх товщина 60–80 см), вхід, шириною 1 м, знаходився в західній стіні, всередині — аркосолій з 11 похованнями, у східній частині зберігалися залишки передвівтарної перегородки. Храм був безкупольним, з кроквяним дахом, покритим черепицею, судячи за клейм — виробленої десь в околицях Ласпі. За підсумками розкопок храм був датований Олегом Домбровським IX—X століттям, Віктор Миц вважає, що монастир існував у X—XIII столітті. Андрій Виноградов, аналізуючи напис (не опублікований) на знайденому 1976 року Оленою Паршиною уламку колони, запропонував її датування XI—XII століттям.

## Історія вивчення
Першу згадку про руїни залишив Василь Кондаракі в статті 1868 року, Микола Ернст у роботі 1935 року писав про руїни каплиці і місце паломництва на Ілляс-Кая, у 1967 році проводилися розкопки експедицією Інституту археології АН УРСР під керівництвом Олега Домбровського. У 1976 році дослідження в урочищі Ласпі проводила група Олени Паршиної, завдяки якій було зроблено низку цікавих знахідок.